# Souli
Souli (Grieks: Σούλι) is sedert 2011 een fusiegemeente (dimos) in de Griekse bestuurlijke regio (periferia) Epirus.
De drie deelgemeenten (dimotiki enotita) zijn:
- Acherontas (Αχέροντας)
- Paramythia (Παραμυθιά)
- Souli (Souli)